# Fish (shell)
Fish (zkratka z anglického friendly interactive shell, doslova přátelský interaktivní shell) je unixový shell zaměřený na interaktivní práci v příkazovém řádku. Důraz při jeho vývoji byl kladen například na kvalitní našeptávač beroucí v úvahu aktuální kontext (například pracovní adresář), nebo na podrobné (několikařádkové) chybové hlášky. Protože jeho syntaxe není rozšířením Bournova shellu ani C shellu, řadí se mezi netradiční shelly. V řadě případů se rovněž odchyluje od normy POSIX, byť z ní vychází a v řadě případů se s ní naopak shoduje.
Napsán je v jazycích C a C++ a uvolněn jako svobodný software pod licencí GNU GPL.